# Sibilla di Jülich-Kleve-Berg (margravia di Burgau)
Sibilla di Jülich-Kleve-Berg (Kleve, 26 agosto 1557 – Günzburg, 16 dicembre 1627) nacque come principessa di Jülich-Kleve-Berg e divenne arciduchessa d'Austria.

## Biografia
Era figlia del duca Guglielmo di Jülich-Kleve-Berg e dell'arciduchessa Maria d'Austria, figlia dell'imperatore Ferdinando I d'Asburgo.
Per parte di madre era dunque imparentata con la casa reale spagnola, oltre che con gli Asburgo austriaci.
Venne data in sposa il 4 marzo 1601 a Carlo d'Asburgo, figlio di Ferdinando II d'Austria e nipote di Ferdinando I d'Asburgo. Non diede nessun figlio al marito, il quale ebbe tre figli illegittimi dall'amante Chiara Elisa di Ferrero.
I contemporanei la descrivevano come una donna vendicativa e avida di potere: nel 1595 accusò la cognata Jakobäa di Baden, moglie di suo fratello il duca Giovanni Guglielmo di Jülich-Kleve-Berg, di infedeltà. Dietro la prematura morte della duchessa, che non aveva dato figli al marito, si sospettò per secoli che ci fosse la mano di Sibilla e del suo alleato Guglielmo di Waldenburg.
Sempre con l'aiuto di Guglielmo tentò di far dichiarare insano di mente il fratello duca. Quando questi morì senza figli, entrò in guerra con il resto della famiglia per l'eredità del ducato. A vincere fu sua nipote Anna di Prussia, figlia di Maria Eleonora di Jülich-Kleve-Berg.

## Ascendenza
|                                |                     |                          | Genitori                    |  |  | Nonni |  |  | Bisnonni             |  |  | Trisnonni           |  |
|                                |                     |                          |                             |  |  |       |  |  | Giovanni II di Kleve |  |  | Giovanni I di Kleve |  |
|                                |                     |                          |                             |  |  |       |  |  | Giovanni II di Kleve |  |  | Giovanni I di Kleve |  |
|                                |                     | Elisabetta di Nevers     |                             |  |  |       |  |  | Giovanni II di Kleve |  |  |                     |  |
| Giovanni III di Kleve          |                     |                          |                             |  |  |       |  |  | Giovanni II di Kleve |  |  |                     |  |
|                                |                     | Matilde d'Assia          | …                           |  |  |       |  |  |                      |  |  |                     |  |
|                                |                     | Matilde d'Assia          | …                           |  |  |       |  |  |                      |  |  |                     |  |
|                                |                     | Matilde d'Assia          | …                           |  |  |       |  |  |                      |  |  |                     |  |
| Guglielmo di Jülich-Kleve-Berg |                     | Matilde d'Assia          |                             |  |  |       |  |  |                      |  |  |                     |  |
|                                |                     | Guglielmo di Jülich-Berg | Gerardo di Jülich-Berg      |  |  |       |  |  |                      |  |  |                     |  |
|                                |                     | Guglielmo di Jülich-Berg | Gerardo di Jülich-Berg      |  |  |       |  |  |                      |  |  |                     |  |
|                                |                     | Guglielmo di Jülich-Berg | Sofia di Sassonia-Lauenburg |  |  |       |  |  |                      |  |  |                     |  |
| Maria di Jülich-Berg           |                     | Guglielmo di Jülich-Berg |                             |  |  |       |  |  |                      |  |  |                     |  |
|                                |                     | Sibilla di Hohenzollern  | Alberto III di Brandeburgo  |  |  |       |  |  |                      |  |  |                     |  |
|                                |                     | Sibilla di Hohenzollern  | Alberto III di Brandeburgo  |  |  |       |  |  |                      |  |  |                     |  |
|                                |                     | Sibilla di Hohenzollern  | Anna di Sassonia            |  |  |       |  |  |                      |  |  |                     |  |
| Sibilla di Jülich-Kleve-Berg   |                     | Sibilla di Hohenzollern  |                             |  |  |       |  |  |                      |  |  |                     |  |
|                                | Filippo I d'Asburgo | Massimiliano I d'Asburgo |                             |  |  |       |  |  |                      |  |  |                     |  |
|                                | Filippo I d'Asburgo | Massimiliano I d'Asburgo |                             |  |  |       |  |  |                      |  |  |                     |  |
|                                | Filippo I d'Asburgo | Maria di Borgogna        |                             |  |  |       |  |  |                      |  |  |                     |  |
| Ferdinando I d'Asburgo         | Filippo I d'Asburgo |                          |                             |  |  |       |  |  |                      |  |  |                     |  |
|                                |                     | Giovanna di Castiglia    | Ferdinando II d'Aragona     |  |  |       |  |  |                      |  |  |                     |  |
|                                |                     | Giovanna di Castiglia    | Ferdinando II d'Aragona     |  |  |       |  |  |                      |  |  |                     |  |
|                                |                     | Giovanna di Castiglia    | Isabella di Castiglia       |  |  |       |  |  |                      |  |  |                     |  |
| Maria d'Austria                |                     | Giovanna di Castiglia    |                             |  |  |       |  |  |                      |  |  |                     |  |
|                                |                     | Ladislao II di Boemia    | Casimiro IV di Polonia      |  |  |       |  |  |                      |  |  |                     |  |
|                                |                     | Ladislao II di Boemia    | Casimiro IV di Polonia      |  |  |       |  |  |                      |  |  |                     |  |
|                                |                     | Ladislao II di Boemia    | Elisabetta d'Asburgo        |  |  |       |  |  |                      |  |  |                     |  |
| Anna Jagellone                 |                     | Ladislao II di Boemia    |                             |  |  |       |  |  |                      |  |  |                     |  |
|                                |                     | Anna di Foix-Candale     | Gastone II di Foix-Candale  |  |  |       |  |  |                      |  |  |                     |  |
|                                |                     | Anna di Foix-Candale     | Gastone II di Foix-Candale  |  |  |       |  |  |                      |  |  |                     |  |
|                                |                     | Anna di Foix-Candale     | Caterina di Navarra         |  |  |       |  |  |                      |  |  |                     |  |
|                                |                     | Anna di Foix-Candale     |                             |  |  |       |  |  |                      |  |  |                     |  |